# Dorothy Andrus
Dorothy Andrus (New York, 14 gennaio 1908 – Sarasota, 29 settembre 1989) è stata una tennista statunitense.

## Biografia
Giunse in finale nel doppio femminile del Roland Garros 1937 perdendo contro Simonne Mathieu e Billie Yorke, esibendosi con Sylvie Jung Henrotin per 2 set a 1 (3-6, 6-2, 6-2).
Agli Internazionali d'Italia nel doppio giunse più volte in finale, nel 1931 e nel 1932 con Lucia Valerio, nel 1934 con Ida Adamoff e l'anno precedente sempre con la Adamoff vinse il torneo battendo in finale Elizabeth Ryan e Lucia Valerio per 6-3, 1-6, 6-4.